# Лобезский повет
Лобезский повет (пол. Powiat łobeski) — повет (район) в Польше, входит как административная единица в Западно-Поморское воеводство. Центр повета — город Лобез. Занимает площадь 1065,13 км². Население — 37 691 человек (на 31 декабря 2015 года).

## Административное деление
- города: Добра, Лобез, Реско, Венгожино
- городско-сельские гмины: Гмина Добра, Гмина Лобез, Гмина Реско, Гмина Венгожино
- сельские гмины: Гмина Радово-Мале

## Демография
Население повята дано на 31 декабря 2015 года.
| Перепись            | Всего  | Мужчины | Женщины |
| ------------------- | ------ | ------- | ------- |
| Всего               | 37 691 | 18 783  | 18 908  |
| Городское население | 19 886 | 9675    | 10 211  |
| Сельское население  | 17 805 | 9108    | 8697    |

## Фотогалерея

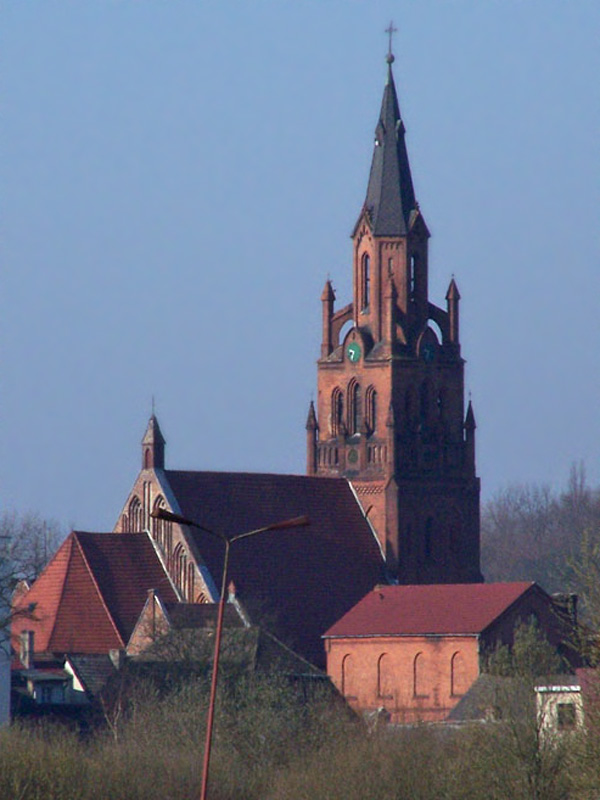
Костёл — Добра
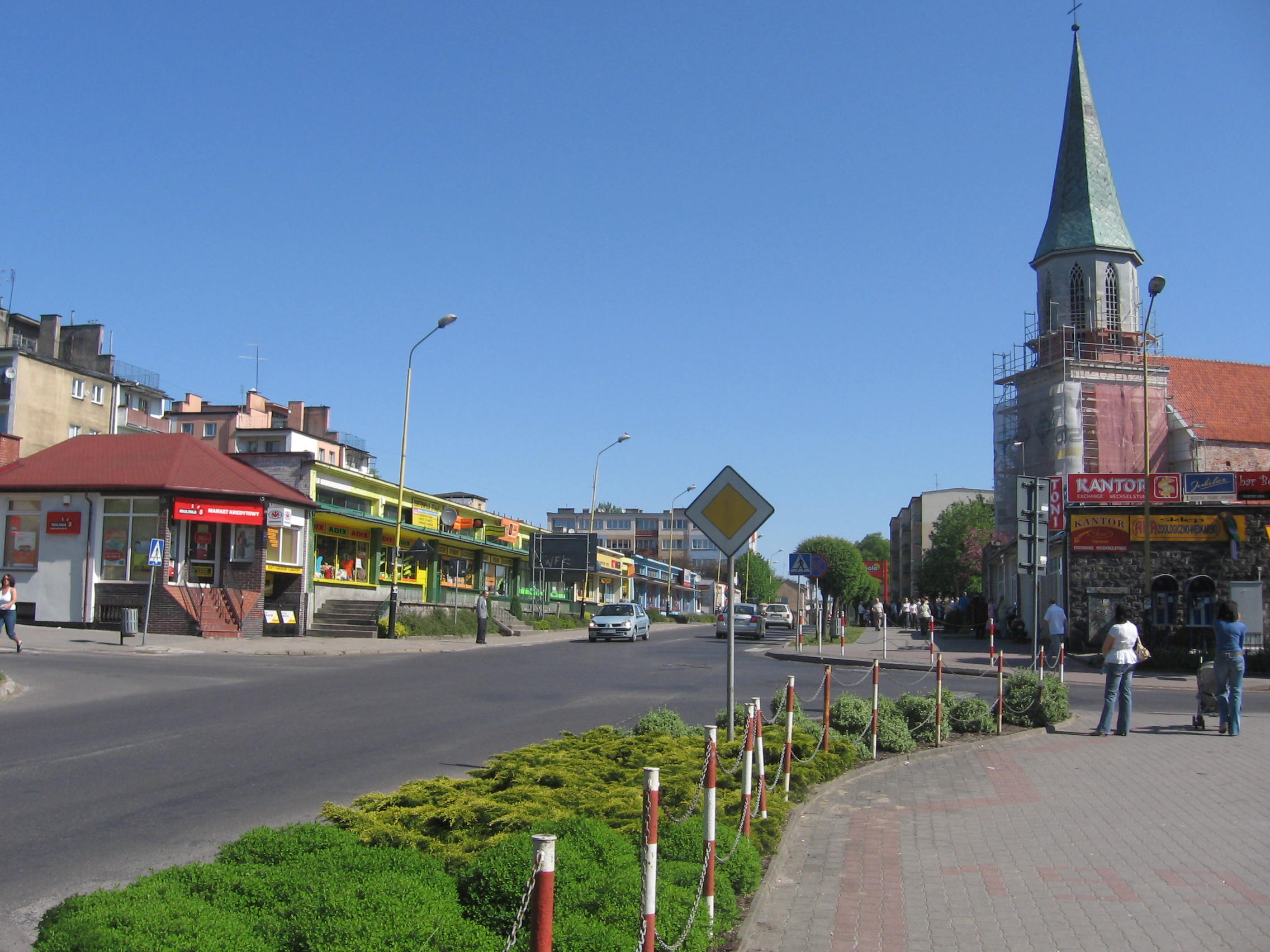
Главная улица — Лобез
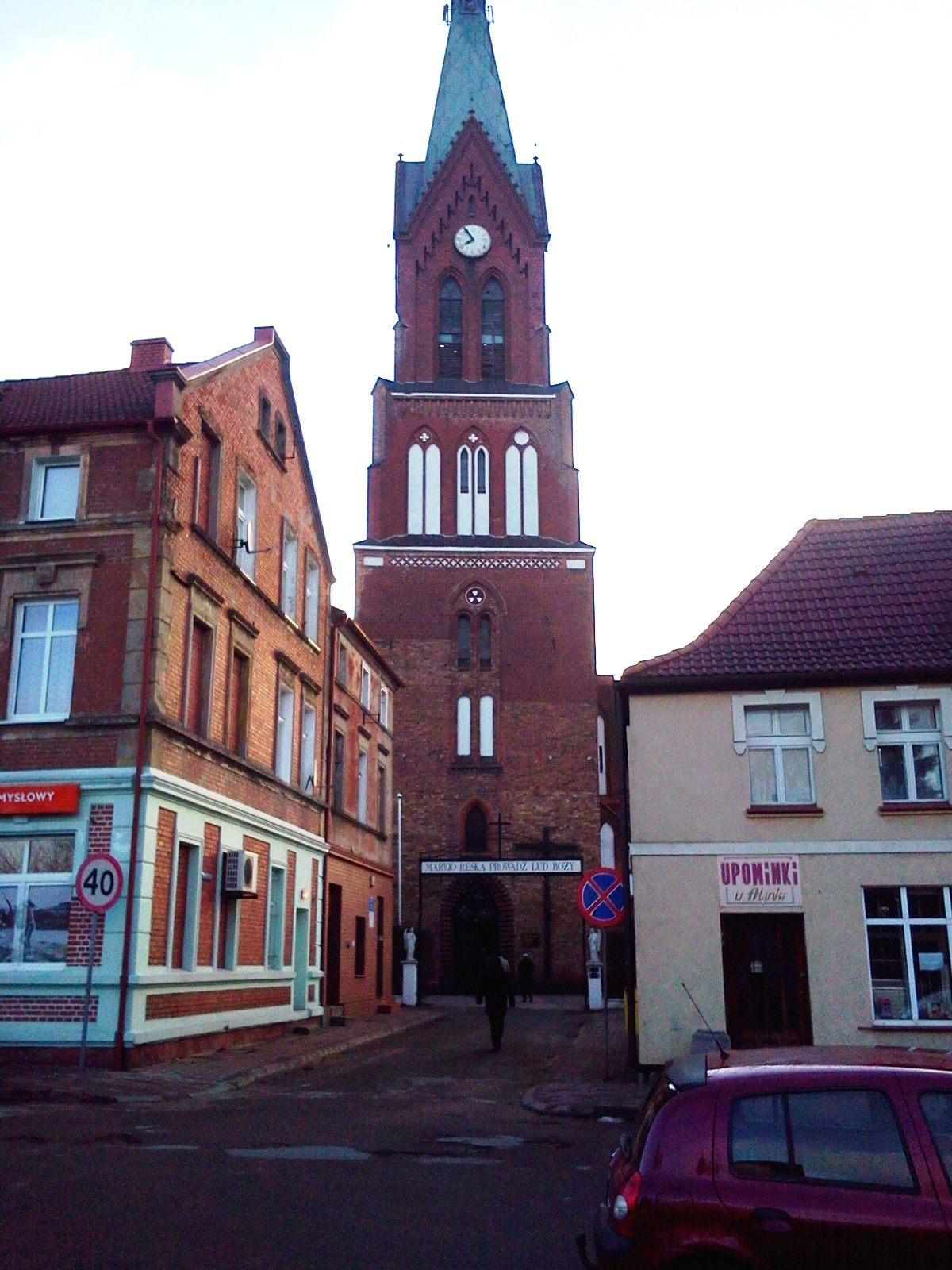
Pынок — Реско
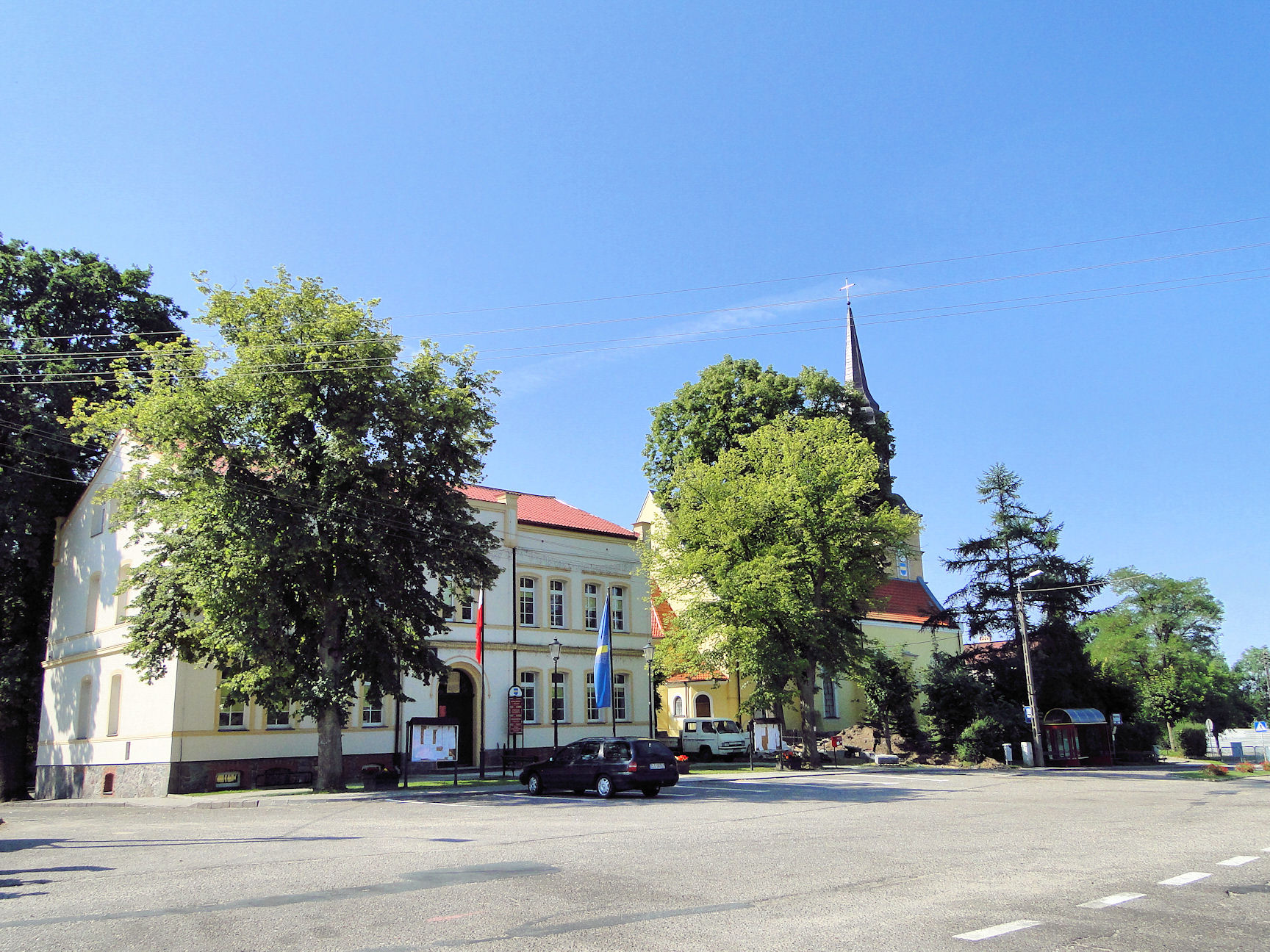
Pынок — Венгожино
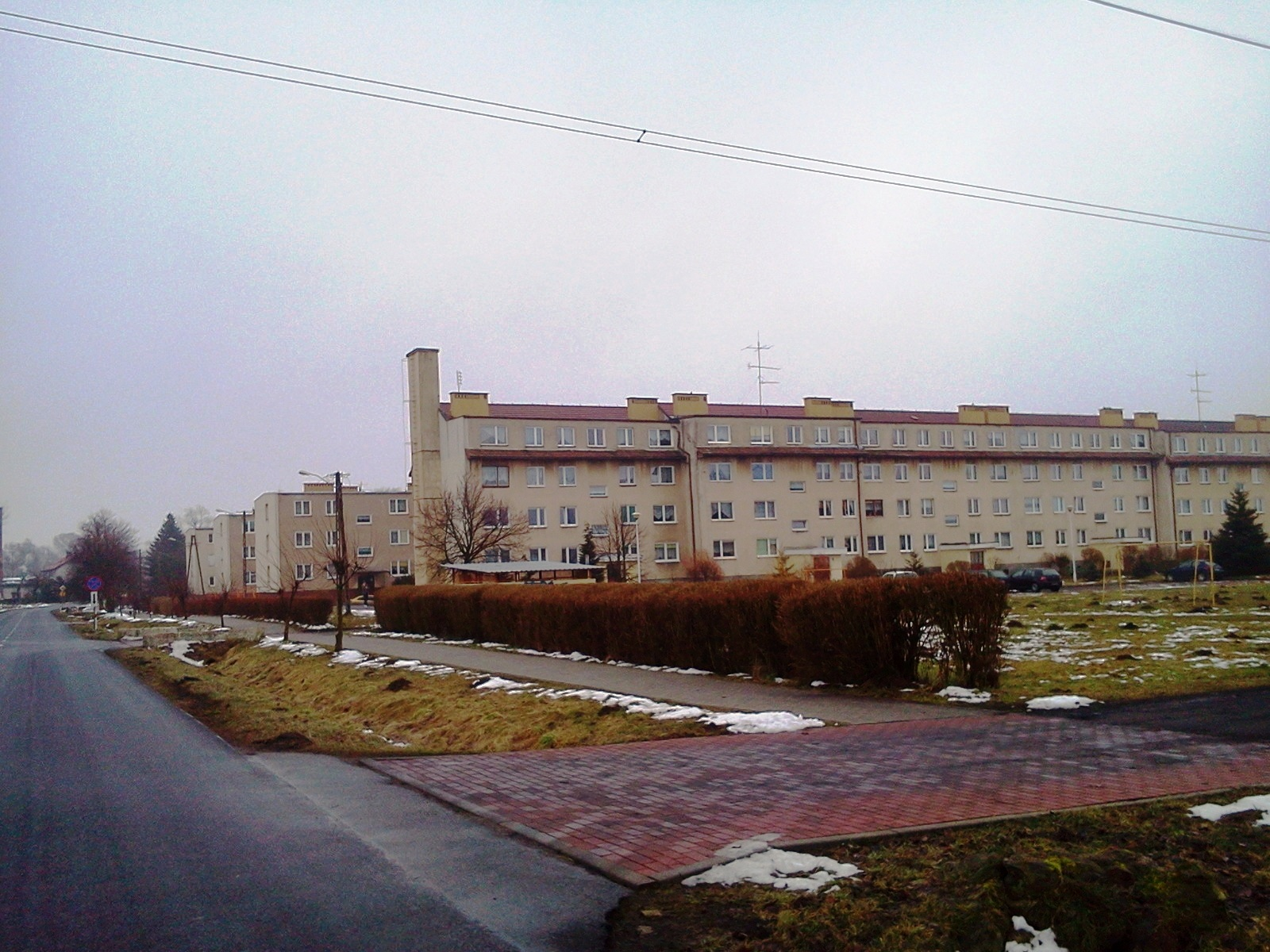
Жилой микрорайон, Радово-Мале